# Pipa pipa
El sapo de Surinam (Pipa pipa), también conocido como cururú, aparo, rana de celdillas, rana tablacha, sapo chola, o sapo de celdas, es un anfibio anuro que habita en regiones tropicales y subtropicales de Sudamérica y en la Isla Trinidad. Tiene el cuerpo achatado y la cabeza plana y triangular. Es de color gris verdoso con la parte inferior del cuerpo de un tono más pálido. Vive en pantanos, marismas, aguas turbias y fangosas. Está altamente adaptado a una vida acuática. Posee extremidades traseras poderosas que le ayudan a nadar  y es una especie relativamente común.
La rana común de celdillas, con un tamaño de 12 a 20 cm, tiene una cabeza triangular, ojos grandes con pupilas redondeadas, y las narinas al final de dos tubos estrechos en el hocico. El cuerpo es plano, de color marrón o verde oliva, y cubierto por muchos tubérculos dándole el aspecto general de una hoja muerta. Las extremidades anteriores son cortas y débiles y las extremidades posteriores son largas, fuertes y palmeadas. Es totalmente acuático y vive en el fondo fangoso de los ríos tropicales, volviendo a la superficie para tomar aire, en general cada media hora. Pueden soportar por mucho tiempo la inmersión (más de una hora) sin revestimiento de aire (aparentemente por tomar el oxígeno del agua). Como los peces, que tienen sistemas de línea laterales, detectan bien los cambios de presión en el agua. Utilizan órganos táctiles en forma de estrella en la punta de sus dedos para detectar los alimentos. La Pipa pipa se lanza sobre su presa, que consiste principalmente en invertebrados, como gusanos y crustáceos. Se reproducen cuando los niveles de agua aumentan y la temperatura del agua desciende. Los machos llaman a las hembras haciendo clic bajo el agua. En este momento, los animales se vuelven muy activos y tiemblan cuando se ponen en contacto unos con otros. Los machos agarran a las hembras con sus patas traseras y nadan juntos, dando saltos mortales. Cuando la pareja llega a la superficie del agua, la hembra nada con la espalda en la superficie y deposita entre 60 y 100 huevos. Durante el proceso de apareamiento el macho fertiliza los huevos y luego los une de nuevo a la hembra. La piel de la hembra encierra los huevos fertilizados. El desarrollo larvario se produce en el huevo y los individuos ya metamorfoseados, de aproximadamente 2 cm de longitud, salen después de una incubación de 3 a 4 meses. Inicialmente, los juveniles tienen problemas para bucear y permanecer cerca de la superficie del agua. Pueden inmediatamente comenzar a comer. 
La reproducción de Pipa pipa incluye el desarrollo directo de los jóvenes, sin fase larval.[cita requerida] La hembra lleva los huevos en una estructura de nido de abeja en la espalda hasta que se completa el desarrollo y emergen como adultos en miniatura. Los huevos se adhieren a la espalda de la hembra, posiblemente debido a una secreción de la cloaca. No se pegan en el vientre del macho que se estrecha contra la hembra durante la cópula, ni a los demás huevos en la parte posterior de la hembra. En las primeras horas después de la fecundación, los huevos se hunden en la piel de la hembra. La piel crece alrededor de los huevos, que se adjunta en un quiste con una tapa caliente. Durante el desarrollo, a los jóvenes les crece las colas temporalmente, que aparentemente son utilizadas en la captación de oxígeno. Después de 12-20 semanas, los jóvenes emergen sin cola con una forma aplanada en forma de ranas, como sus padres, salvo que tienen sólo 2 cm de longitud. Están, sin embargo, plenamente desarrollados a excepción de la bifurcación de los lóbulos de la punta de los dedos. Los jóvenes suelen salir de atrás de la hembra en el momento de la muda, es decir, cuando la madre se deshace de su piel. 
El nombre vernáculo de «cururú» deriva del guaraní curú, «sarna», «lepra» y ru (de rub), «el que tiene o produce», por la creencia de que el roce con el animal produce una erupción cutánea.

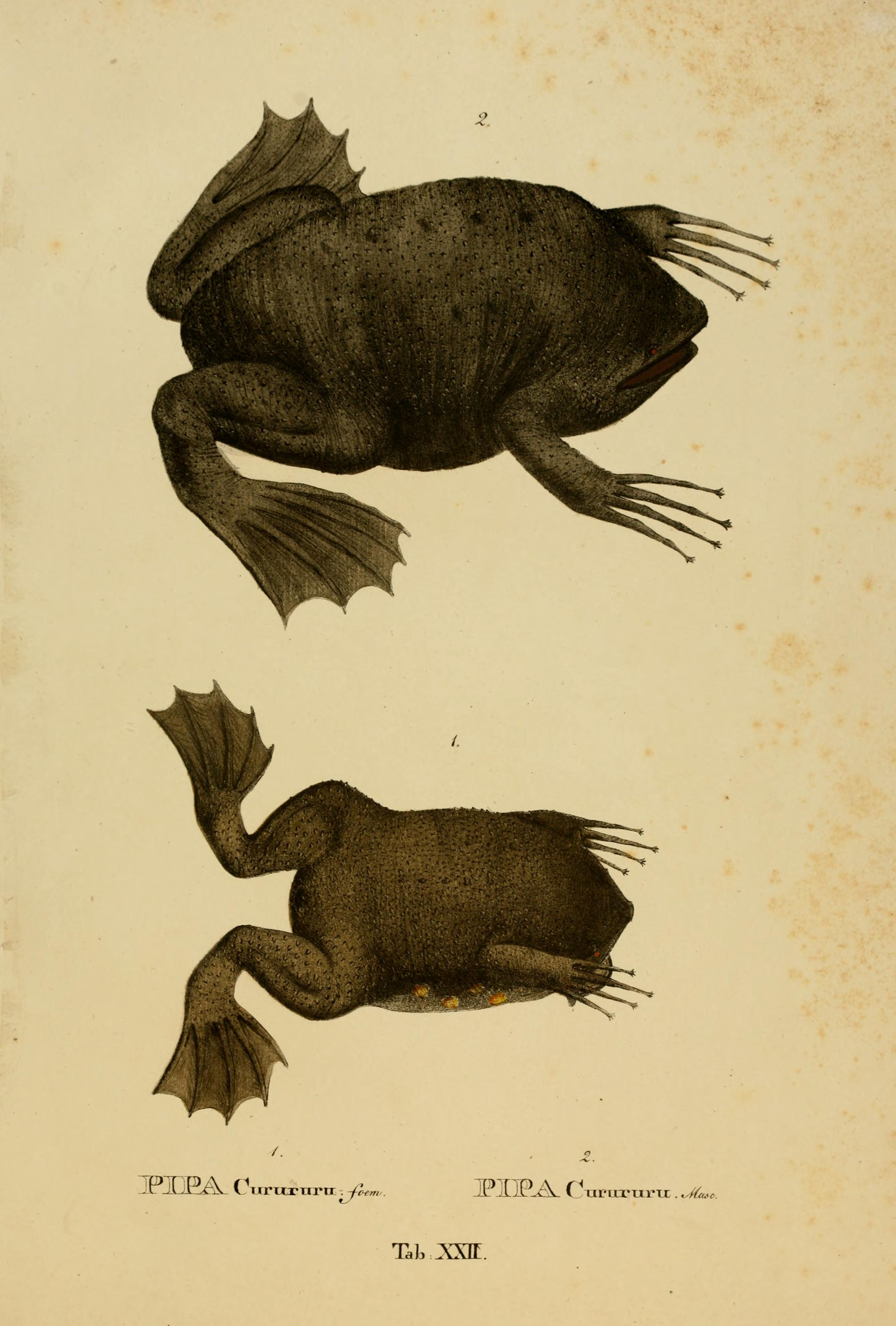
Ilustración de Pipa pipa, 1824.